# Oda a Espanya
Oda a Espanya és un poema de Joan Maragall escrit el 1898 amb motiu dels desastres colonials d'Espanya de finals del segle xix. Es tracta d'una crítica política a la nació espanyola per part de Joan Maragall demanant com a català que no s'enviïn més tropes a les guerres de Cuba.

## Context històric
La pèrdua colonial de Cuba i Filipines el 1898 posava fi a un consens i a una vertebració d'Espanya que havia estat qüestionat des de Catalunya, però també des de sectors intel·lectuals espanyols que criticaven la visió opressora d'un estat basat en els record dels èxits imperials. Joaquín Costa, Pérez Galdós o Clarín formaven una generació de pensadors que amava a Espanya i detestava l'espanyolisme, que demanava una europeïtzació i l'abandonament d'una visió caciquista de l'estat. En aquesta línia, Costa demanava "desinflar Sagunt, Numància i Lepant" en clara al·lusió a les històries èpiques reivindicades en pro d'una idea d'estat.
Els interessos mercantils de Catalunya a les Antilles havia contingut les ànsies separatistes iniciades a finals del segle xix. Sense els negocis d'ultramar les tensions autonomistes prenen força amb una irritació contra Madrid a qui culpen del desastre per la seva tossuderia. Els propietaris catalans confien en el catalanisme davant dels governs de la monarquia, un estat castellà, incompetent i antiquat que s'havia deixat arrabassar el mercat colonial.
Amb la pèrdua de les colònies, Espanya perd el seu discurs centralista a favor de les sensibilitats centrífugues i només li restarà l'ús de la força per a mantenir quelcom que no podia per la via de "la grandesa de la pàtria".

## El poema
Maragall estava força implicat en els cercles intel·lectuals i culturals del moment i, tot i que no tenia cap vinculació política, va fer servir els seus escrits per a denunciar situacions d'injustícia.
Maragall va expressar en aquest poema el seu repudi per l'Espanya oficial, una Espanya subdesenvolupada regida per una oligarquia agrària, oposada al progrés català originat pel catalanisme polític.
Comença fent al·lusió a la insensibilitat de l'Espanya monàrquica i centralista respecte a les diferents nacionalitats i les seves llengües:
Escolta, Espanya -la veu d'un fill

que parla en llengua - no castellana:

parlo en la llengua - que m'ha donat

la terra aspra.

En 'questa llengua - pocs t'han parlat;

en altra, massa.
Com va fer Joaquín Costa, criticava obertament la visió llorejada i esperpèntica amb què l'Imperi Espanyol mantenia la seva raó d'esser:
T'han parlat massa - dels saguntins

i dels que per la pàtria moren:

les teves glòries - i els teus records,

records i glòries - només de morts:

has viscut trista.
A les següents estrofes, Maragall fa al·lusió a la sang inútilment vessada que, més enllà de l'obvietat que suposa, és una doble queixa pel fet que molts dels soldats enviats a Cuba provenien de terres catalanes. Reitera la crítica a l'ús dels conceptes gloriosos quan esmenta: 
te satisfeies d'honres mortals

i eren tes festes - els funerals,

oh trista Espanya!
Acaba el poema amb un clam a la desintegració d'Espanya o, si més no, a la pèrdua de la seva identitat tal com l'havia concebuda fins a aquell moment.
On ets, Espanya? - No et veig enlloc.

No sents la meva veu a'tronadora?

No entens aquesta llengua - que et parla entre perills?

Has desaprès d'entendre an els teus fills?

Adéu, Espanya!
El 1908, dins del moviment ibèric impulsat per l'autor, va escriure un poema anomenat "Visca Espanya".

El poema apareix editat dins Obras completas de Joan Maragall, Barcelona 1929, pàg.102-103